# گروه بسم‌الله
گروه بسم‌الله (انگلیسی: Bismillah Group) شرکت هلدینگ بنگلادشی است، که در سال ۲۰۰۰ تأسیس شد.